# Partula arguta
Partula arguta је пуж из реда Stylommatophora и фамилије Partulidae. 

## Угроженост
Ова врста је изумрла, што значи да нису познати живи примерци. Задњи примерак врсте је угинуо 1995.

## Распрострањење
Пре изумирања, само Француска Полинезија.

## Станиште
Врста Partula arguta има станиште на копну.